# Karl Jakob Hein
Karl Jakob Hein (Põlva, 13 aprile 2002) è un calciatore estone, portiere dell'Arsenal e della nazionale estone.

## Carriera

### Club
Cresce calcisticamente nei settori giovanili estoni del Loo e del Nõmme United. Il 5 marzo 2018, all'età di 16 anni, esordisce in prima squadra giovando il secondo tempo dell'incontro di Esiliiga B vinto per 6-0 contro il JK Järve. Fino al giugno dello stesso anno colleziona altre 4 presenze. Nell'estate del 2018 si trasferisce a titolo definitivo agli inglesi dell'Arsenal. All'inizio viene impiegato con le squadre giovanili ed il 9 maggio 2019 firma il suo primo contratto professionistico. Nella stagione 2020-2021, ottiene anche la sua prima convocazione con la prima squadra nella seconda partita della fase a gironi di Europa League, vinta per 3-0 contro il Dundalk. Durante la stagione, viene convocato per altre 6 partite sempre in Europa League, senza scendere in campo.
La stagione successiva, viene convocato per la prima volta anche in Premier League nella sconfitta della prima giornata contro il Brentford per 2-0. Il 17 settembre 2021, rinnova il suo contratto con i Gunners. Il 24 gennaio 2022, viene comunicata la sua cessione a titolo temporaneo al Reading, militante in Championship. Debutta con i Royals il 9 febbraio successivo, nella sconfitta per 2-1 contro il Bristol City. Scende in campo in altre quattro occasione ma, tuttavia, la sua stagione termina in anticipo a marzo a causa di un infortunio al dito.
Tornato alla base, nella stagione seguente gioca sporadicamente con la squadra Under-21 in EFL Trophy ed il 9 novembre 2022 fa il suo esordio ufficiale con la maglia dell'Arsenal nel terzo turno di EFL Cup perso per 3-1 contro il Brighton, dove viene anche ammonito causando il rigore del momentaneo pareggio ai danni di Danny Welbeck, che trasforma poi il penalty. Da quella partita in poi non totalizza più minuti con la maglia dei Gunners.
Il 13 agosto 2024 viene ufficializzato il suo passaggio a titolo temporaneo al Real Valladolid, neopromossa nella massima serie spagnola.

### Nazionale
Ha giocato nelle nazionali giovanili estoni Under-17, Under-19 ed Under-21.
Convocato per la prima volta con la nazionale maggiore nel 2020, esordisce il 5 settembre nella gara di Nations League persa per 1-0 contro la Georgia. Diventa da subito il portiere titolare della nazionale estone ed in occasione della sua trentesima presenze, vesta per la prima volta la fascia di capitano nell'amichevole del 26 marzo 2024 persa per 2-1 contro la Finlandia.

## Statistiche

### Presenze e reti nei club
Statistiche aggiornate all'11 gennaio 2025.
| Stagione            | Squadra             | Campionato          | Campionato | Campionato | Coppe nazionali | Coppe nazionali | Coppe nazionali | Coppe continentali | Coppe continentali | Coppe continentali | Altre coppe | Altre coppe | Altre coppe | Totale | Totale |
| Stagione            | Squadra             | Comp                | Pres       | Reti       | Comp            | Pres            | Reti            | Comp               | Pres               | Reti               | Comp        | Pres        | Reti        | Pres   | Reti   |
| ------------------- | ------------------- | ------------------- | ---------- | ---------- | --------------- | --------------- | --------------- | ------------------ | ------------------ | ------------------ | ----------- | ----------- | ----------- | ------ | ------ |
| 2018                | Nõmme United        | EB                  | 5          | -3         | -               | -               | -               | -                  | -                  | -                  | -           | -           | -           | 5      | -3     |
| 2020-2021           | Arsenal U-21        | -                   | -          | -          | -               | -               | -               | -                  | -                  | -                  | FLT         | 1           | -3          | 1      | -3     |
| 2021-2022           | Arsenal U-21        | -                   | -          | -          | -               | -               | -               | -                  | -                  | -                  | FLT         | 1           | -1          | 1      | -1     |
| 2022-2023           | Arsenal U-21        | -                   | -          | -          | -               | -               | -               | -                  | -                  | -                  | FLT         | 2           | -1          | 2      | -1     |
| 2023-2024           | Arsenal U-21        | -                   | -          | -          | -               | -               | -               | -                  | -                  | -                  | FLT         | 1           | -2          | 1      | -2     |
| Totale Arsenal U-21 | Totale Arsenal U-21 | Totale Arsenal U-21 | -          | -          |                 | -               | -               |                    | -                  | -                  |             | 5           | -7          | 5      | -7     |
| gen.-mar. 2022      | Reading             | FLC                 | 5          | -8         | FACup+CdL       | -               | -               | -                  | -                  | -                  | -           | -           | -           | 5      | -8     |
| 2022-2023           | Arsenal             | PL                  | 0          | 0          | FACup+CdL       | 0+1             | -3              | UEL                | 0                  | 0                  | -           | -           | -           | 1      | -3     |
| 2023-2024           | Arsenal             | PL                  | 0          | 0          | FACup+CdL       | 0               | 0               | UCL                | 0                  | 0                  | CS          | 0           | 0           | 0      | 0      |
| Totale Arsenal      | Totale Arsenal      | Totale Arsenal      | 0          | 0          |                 | 1               | -3              |                    | 0                  | 0                  |             | 0           | 0           | 1      | -3     |
| 2024-2025           | Real Valladolid     | PD                  | 19         | -37        | CR              | 1               | -2              | -                  | -                  | -                  | -           | -           | -           | 20     | -39    |
| Totale carriera     | Totale carriera     | Totale carriera     | 29         | -48        |                 | 2               | -5              |                    | 0                  | 0                  |             | 5           | -7          | 36     | -62    |

### Cronologia presenze e reti in nazionale
| Cronologia completa delle presenze e delle reti in nazionale ― Estonia | Cronologia completa delle presenze e delle reti in nazionale ― Estonia | Cronologia completa delle presenze e delle reti in nazionale ― Estonia | Cronologia completa delle presenze e delle reti in nazionale ― Estonia | Cronologia completa delle presenze e delle reti in nazionale ― Estonia | Cronologia completa delle presenze e delle reti in nazionale ― Estonia | Cronologia completa delle presenze e delle reti in nazionale ― Estonia | Cronologia completa delle presenze e delle reti in nazionale ― Estonia |
| Data                                                                   | Città                                                                  | In casa                                                                | Risultato                                                              | Ospiti                                                                 | Competizione                                                           | Reti                                                                   | Note                                                                   |
| ---------------------------------------------------------------------- | ---------------------------------------------------------------------- | ---------------------------------------------------------------------- | ---------------------------------------------------------------------- | ---------------------------------------------------------------------- | ---------------------------------------------------------------------- | ---------------------------------------------------------------------- | ---------------------------------------------------------------------- |
| 5-9-2020                                                               | Tallinn                                                                | Estonia                                                                | 0 – 1                                                                  | Georgia                                                                | UEFA Nations League 2020-2021 - 1º turno                               | -1                                                                     |                                                                        |
| 8-9-2020                                                               | Erevan                                                                 | Armenia                                                                | 2 – 0                                                                  | Estonia                                                                | UEFA Nations League 2020-2021 - 1º turno                               | -2                                                                     |                                                                        |
| 11-10-2020                                                             | Tallinn                                                                | Estonia                                                                | 3 – 3                                                                  | Macedonia del Nord                                                     | UEFA Nations League 2020-2021 - 1º turno                               | -3                                                                     |                                                                        |
| 14-10-2020                                                             | Tallinn                                                                | Estonia                                                                | 1 – 1                                                                  | Armenia                                                                | UEFA Nations League 2020-2021 - 1º turno                               | -1                                                                     |                                                                        |
| 15-11-2020                                                             | Skopje                                                                 | Macedonia del Nord                                                     | 2 – 1                                                                  | Estonia                                                                | UEFA Nations League 2020-2021 - 1º turno                               | -2                                                                     |                                                                        |
| 18-11-2020                                                             | Tbilisi                                                                | Georgia                                                                | 0 – 0                                                                  | Estonia                                                                | UEFA Nations League 2020-2021 - 1º turno                               | -                                                                      |                                                                        |
| 4-6-2021                                                               | Helsinki                                                               | Finlandia                                                              | 0 – 1                                                                  | Estonia                                                                | Amichevole                                                             | -                                                                      |                                                                        |
| 10-6-2021                                                              | Tallinn                                                                | Estonia                                                                | 2 – 1                                                                  | Lettonia                                                               | Coppa del Baltico 2020                                                 | -1                                                                     |                                                                        |
| 2-9-2021                                                               | Tallinn                                                                | Estonia                                                                | 2 – 5                                                                  | Belgio                                                                 | Qual. Mondiali 2022                                                    | -5                                                                     |                                                                        |
| 8-9-2021                                                               | Cardiff                                                                | Galles                                                                 | 0 – 0                                                                  | Estonia                                                                | Qual. Mondiali 2022                                                    | -                                                                      |                                                                        |
| 8-10-2021                                                              | Tallinn                                                                | Estonia                                                                | 2 – 0                                                                  | Bielorussia                                                            | Qual. Mondiali 2022                                                    | -                                                                      |                                                                        |
| 11-10-2021                                                             | Tallinn                                                                | Estonia                                                                | 0 – 1                                                                  | Galles                                                                 | Qual. Mondiali 2022                                                    | -1                                                                     |                                                                        |
| 2-6-2022                                                               | Tallinn                                                                | Estonia                                                                | 2 – 0                                                                  | San Marino                                                             | UEFA Nations League 2022-2023 - 1º turno                               | -                                                                      |                                                                        |
| 9-6-2022                                                               | Ta' Qali                                                               | Malta                                                                  | 1 – 2                                                                  | Estonia                                                                | UEFA Nations League 2022-2023 - 1º turno                               | -1                                                                     |                                                                        |
| 23-9-2022                                                              | Tallinn                                                                | Estonia                                                                | 2 – 1                                                                  | Malta                                                                  | UEFA Nations League 2022-2023 - 1º turno                               | -1                                                                     |                                                                        |
| 26-9-2022                                                              | Serravalle                                                             | San Marino                                                             | 0 – 4                                                                  | Estonia                                                                | UEFA Nations League 2022-2023 - 1º turno                               | -                                                                      |                                                                        |
| 16-11-2022                                                             | Riga                                                                   | Lettonia                                                               | 1 – 1 (5 – 3 dtr)                                                      | Estonia                                                                | Coppa del Baltico 2022                                                 | -1                                                                     |                                                                        |
| 19-11-2022                                                             | Tallinn                                                                | Estonia                                                                | 2 – 0                                                                  | Lituania                                                               | Coppa del Baltico 2022                                                 | -                                                                      |                                                                        |
| 23-3-2023                                                              | Budapest                                                               | Ungheria                                                               | 1 – 0                                                                  | Estonia                                                                | Amichevole                                                             | -1                                                                     |                                                                        |
| 27-3-2023                                                              | Linz                                                                   | Austria                                                                | 2 – 1                                                                  | Estonia                                                                | Qual. Euro 2024                                                        | -2                                                                     |                                                                        |
| 17-6-2023                                                              | Baku                                                                   | Azerbaigian                                                            | 1 – 1                                                                  | Estonia                                                                | Qual. Euro 2024                                                        | -1                                                                     |                                                                        |
| 20-6-2023                                                              | Tallinn                                                                | Estonia                                                                | 0 – 3                                                                  | Belgio                                                                 | Qual. Euro 2024                                                        | -3                                                                     |                                                                        |
| 9-9-2023                                                               | Tallinn                                                                | Estonia                                                                | 0 – 5                                                                  | Svezia                                                                 | Qual. Euro 2024                                                        | -5                                                                     |                                                                        |
| 12-9-2023                                                              | Bruxelles                                                              | Belgio                                                                 | 5 – 0                                                                  | Estonia                                                                | Qual. Euro 2024                                                        | -5                                                                     |                                                                        |
| 13-10-2023                                                             | Tallinn                                                                | Estonia                                                                | 0 – 2                                                                  | Azerbaigian                                                            | Qual. Euro 2024                                                        | -2                                                                     |                                                                        |
| 16-11-2023                                                             | Tallinn                                                                | Estonia                                                                | 0 – 2                                                                  | Austria                                                                | Qual. Euro 2024                                                        | -2                                                                     |                                                                        |
| 19-11-2023                                                             | Solna                                                                  | Svezia                                                                 | 2 – 0                                                                  | Estonia                                                                | Qual. Euro 2024                                                        | -2                                                                     |                                                                        |
| 21-3-2024                                                              | Varsavia                                                               | Polonia                                                                | 5 – 1                                                                  | Estonia                                                                | Qual. Euro 2024                                                        | -5                                                                     |                                                                        |
| 26-3-2024                                                              | Helsinki                                                               | Finlandia                                                              | 2 – 1                                                                  | Estonia                                                                | Amichevole                                                             | -2                                                                     | Cap.                                                                   |
| 8-6-2024                                                               | Tallinn                                                                | Estonia                                                                | 4 – 1                                                                  | Fær Øer                                                                | Coppa del Baltico 2024                                                 | -1                                                                     | 76’                                                                    |
| 5-9-2024                                                               | Tallinn                                                                | Estonia                                                                | 0 – 1                                                                  | Slovacchia                                                             | UEFA Nations League 2024-2025 - 1º turno                               | -1                                                                     |                                                                        |
| 8-9-2024                                                               | Solna                                                                  | Svezia                                                                 | 3 – 0                                                                  | Estonia                                                                | UEFA Nations League 2024-2025 - 1º turno                               | -3                                                                     |                                                                        |
| 11-10-2024                                                             | Tallinn                                                                | Estonia                                                                | 3 – 1                                                                  | Azerbaigian                                                            | UEFA Nations League 2024-2025 - 1º turno                               | -1                                                                     |                                                                        |
| 14-10-2024                                                             | Tallinn                                                                | Estonia                                                                | 0 – 3                                                                  | Svezia                                                                 | UEFA Nations League 2024-2025 - 1º turno                               | -3                                                                     |                                                                        |
| 16-11-2024                                                             | Qəbələ                                                                 | Azerbaigian                                                            | 0 – 0                                                                  | Estonia                                                                | UEFA Nations League 2024-2025 - 1º turno                               | -                                                                      |                                                                        |
| 19-11-2024                                                             | Bratislava                                                             | Slovacchia                                                             | 1 – 0                                                                  | Estonia                                                                | UEFA Nations League 2024-2025 - 1º turno                               | -1                                                                     |                                                                        |
| 22-3-2025                                                              | Debrecen                                                               | Israele                                                                | 2 – 1                                                                  | Estonia                                                                | Qual. Mondiali 2026                                                    | -1                                                                     | Cap. 46’                                                               |
| 6-6-2025                                                               | Tallinn                                                                | Estonia                                                                | 1 – 3                                                                  | Israele                                                                | Qual. Mondiali 2026                                                    | -3                                                                     | Cap. 87’                                                               |
| 9-6-2025                                                               | Tallinn                                                                | Estonia                                                                | 0 – 1                                                                  | Norvegia                                                               | Qual. Mondiali 2026                                                    | -1                                                                     | Cap.                                                                   |
| Totale                                                                 |                                                                        | Presenze                                                               | 39                                                                     |                                                                        | Reti                                                                   | -64                                                                    |                                                                        |